# Wire (band)
Wire var et engelsk rockband dannet i London i 1976. Oprindeligt var bandet associeret med punk scenen, men blev med tiden et af de mest indflydelsesrige inden for udviklingen af post punken.
Bandets vigtigste udgivelser tæller blandt andet Pink Flag (1977), Chairs Missing (1978) og 154 (1979).
Wire blev opløst i 1980, men er siden blevet genforenet af flere omgange.

## Medlemmer
- Colin Newman (vokal, guitar)
- Graham Lewis (bas, vokal)
- Bruce Gilbert (guitar)
- Robert Gotobed (trommer).

## Diskografi
- Pink Flag (1977)
- Chairs Missing (1978)
- 154 (1979)
- The Ideal Copy (1987)
- A Bell Is a Cup... Until It Is Struck (1988)
- It's Beginning To And Back Again (1989)
- Manscape (1990)
- The Drill (1991)
- The First Letter (1991)
- Send (2003)
- Object 47 (2008)